# Akron Firestone Non-Skids
Gli Akron Firestone Non-Skids furono una società cestistica con sede ad Akron, attiva in National Basketball League (NBL) dal 1937 al 1941 e di proprietà della Firestone Tire and Rubber Company.

## Storia
I Non-Skids nacquero nel 1932 (anche se esistettero brevemente anche nei primi anni venti e disputarono nella National Basketball League 1932-1933, da non confondersi con la National Basketball League nata nel 1937. Si aggiudicarono il titolo sconfiggendo gli Indianapolis Kautskys. Dal 1935 al 1937 giocarono poi in Midwest Basketball Conference.
I Non-Skids furono una delle prime tredici squadre che disputarono il campionato di esordio della NBL. Vinsero il titolo in due stagioni consecutive: 1938-39 e 1939-40, in entrambe le occasioni sconfiggendo nella serie finale gli Oshkosh All-Stars. Al termine della stagione 1940-41 la squadra venne sciolta.
Tra i giocatori che militarono negli Akron Firestone Non-Skids figura Chuck Taylor, membro del Naismith Memorial Basketball Hall of Fame.

## Stagioni
| Stagione | Lega | Denominazione             | V  | P  | %    | Piazzamento | Play-off           |
| -------- | ---- | ------------------------- | -- | -- | ---- | ----------- | ------------------ |
| 1937-38  | NBL  | Akron Firestone Non-Skids | 14 | 4  | 77,8 | 1º          | Finale di division |
| 1938-39  | NBL  | Akron Firestone Non-Skids | 24 | 4  | 88,9 | 1º          | Campioni           |
| 1939-40  | NBL  | Akron Firestone Non-Skids | 19 | 9  | 67,9 | 1º          | Campioni           |
| 1940-41  | NBL  | Akron Firestone Non-Skids | 13 | 11 | 54,2 | 3º          | Semifinale         |

## Palmarès
Titoli NBL: 2 (record condiviso con Oshkosh All-Stars e Fort Wayne Zollner Pistons)
1939, 1940
Titoli di Division NBL (Playoffs): 2
1939, 1940
Titoli di Division NBL: 3
1937-1938, 1938-1939, 1939-1940